# Kryptos
Kryptos je socha amerického umělce Jima Sanborna umístěná na pozemku Ústřední zpravodajské služby, Zpravodajského centra George Bushe v Langley ve Virginii.
Od jejího odhalení 3. listopadu 1990 se vedou dohady o významu čtyř zašifrovaných zpráv, které socha nese. Z těchto čtyř zpráv byly první tři rozluštěny, zatímco čtvrtá zpráva zůstává jedním z nejznámějších nevyřešených kódů na světě. Socha je nadále v zájmu kryptoanalytiků, amatérů i profesionálů, kteří se pokoušejí čtvrtou pasáž rozluštit. Autor zatím k této pasáži uvedl čtyři indicie.

## Popis

Detailní pohled na část textu

Socha se skládá zejména ze čtyř velkých měděných desek. Další prvky jsou tvořeny vodou, dřevem, rostlinami, červenou a zelenou žulou, bílým křemenem a zkamenělým dřevem. Nejvýraznějším prvkem celého díla je velký svislý měděný plát ve tvaru S připomínající svitek nebo kus papíru vycházející z počítačové tiskárny, jehož polovinu tvoří šifrovaný text. Nachází v severozápadním rohu nádvoří budovy Nového ústředí, vedle služební jídelny. Všechny znaky pocházejí z 26 písmen latinské abecedy, spolu s otazníky, a jsou vyříznuty z měděných plátů.
Kromě hlavní části sochy umístil Sanborn v areálu CIA i další umělecká díla, například několik velkých žulových desek mezi které jsou vložené měděné pláty před vchodem do budovy Nového ústředí. Na těchto měděných plátech se nachází několik zpráv v Morseově abecedě. Jedna z kamenných desek má rytinu růžice kompasu ukazující na magnetovec. Zvyšující se „složitost“ šifer vstupem na nádvoří má působit jako „by to byla zkamenělina“. Mezi další prvky Sanbornovy instalace patří upravená zahrada, rybníček s protilehlými dřevěnými lavicemi, zrcadlový bazén a další kusy kamene, včetně černé kamenné desky ve tvaru trojúhelníku.
Název Kryptos pochází ze starořeckého slova „skrytý“ a tématem sochy je „shromažďování informací“. Náklady na stavbu sochy v roce 1988 byly 250 000 US$ (v hodnotě ~ 660 000 US$ v roce 2024).

## Zašifrované zprávy
Šifrový text na levé straně (při pohledu z nádvoří) hlavní sochy obsahuje celkem 869 znaků: 865 písmen a 4 otazníky. V dubnu 2006 Sanborn zveřejnil informaci, že písmeno bylo z této strany Kryptos vynecháno „z estetických důvodů, aby socha zůstala vizuálně vyvážená“. V rozluštěném textu prvních tří pasáží jsou také tři chybně napsaná slova, což Sanborn označil za záměr, a tři písmena ("YAR") blízko začátku dolní poloviny levé strany, která se liší tím, že to jsou jediné znaky na soše ve zvýšeném textu.
Pravou stranu sochy tvoří Vigenèrova šifrovací tabulka s klíčem, která se skládá z 867 písmen. Jeden z řádků tabulky má navíc znak L. Kryptoanalytici Craig Bauer, Gregory Link a Dante Molle naznačují, že to může být odkaz na Hillovu šifru jako šifrovací metodu pro čtvrtou pasáž sochy. Sanborn však toto písmeno navíc z malých modelů Kryptos, které prodával, vynechal.
| Levá strana, při pohledu z nádvoří | Pravá strana, při pohledu z nádvoří |
| EMUFPHZLRFAXYUSDJKZLDKRNSHGNFIVJ YQTQUXQBQVYUVLLTREVJYQTMKYRDMFD VFPJUDEEHZWETZYVGWHKKQETGFQJNCE GGWHKK?DQMCPFQZDQMMIAGPFXHQRLG TIMVMZJANQLVKQEDAGDVFRPJUNGEUNA QZGZLECGYUXUEENJTBJLBQCRTBJDFHRR YIZETKZEMVDUFKSJHKFWHKUWQLSZFTI HHDDDUVH?DWKBFUFPWNTDFIYCUQZERE EVLDKFEZMOQQJLTTUGSYQPFEUNLAVIDX FLGGTEZ?FKZBSFDQVGOGIPUFXHHDRKF FHQNTGPUAECNUVPDJMQCLQUMUNEDFQ ELZZVRRGKFFVOEEXBDMVPNFQXEZLGRE DNQFMPNZGLFLPMRJQYALMGNUVPDXVKP DQUMEBEDMHDAFMJGZNUPLGEWJLLAETG ENDYAHROHNLSRHEOCPTEOIBIDYSHNAIA CHTNREYULDSLLSLLNOHSNOSMRWXMNE TPRNGATIHNRARPESLNNELEBLPIIACAE WMTWNDITEENRAHCTENEUDRETNHAEOE TFOLSEDTIWENHAEIOYTEYQHEENCTAYCR EIFTBRSPAMHHEWENATAMATEGYEERLB TEEFOASFIOTUETUAEOTOARMAEERTNRTI BSEDDNIAAHTTMSTEWPIEROAGRIEWFEB AECTDDHILCEIHSITEGOEAOSDDRYDLORIT RKLMLEHAGTDHARDPNEOHMGFMFEUHE ECDMRIPFEIMEHNLSSTTRTVDOHW?OBKR UOXOGHULBSOLIFBBWFLRVQQPRNGKSSO TWTQSJQSSEKZZWATJKLUDIAWINFBNYP VTTMZFPKWGDKZXTJCDIGKUHUAUEKCAR | ABCDEFGHIJKLMNOPQRSTUVWXYZABCD AKRYPTOSABCDEFGHIJLMNQUVWXZKRYP BRYPTOSABCDEFGHIJLMNQUVWXZKRYPT CYPTOSABCDEFGHIJLMNQUVWXZKRYPTO DPTOSABCDEFGHIJLMNQUVWXZKRYPTOS ETOSABCDEFGHIJLMNQUVWXZKRYPTOSA FOSABCDEFGHIJLMNQUVWXZKRYPTOSAB GSABCDEFGHIJLMNQUVWXZKRYPTOSABC HABCDEFGHIJLMNQUVWXZKRYPTOSABCD IBCDEFGHIJLMNQUVWXZKRYPTOSABCDE JCDEFGHIJLMNQUVWXZKRYPTOSABCDEF KDEFGHIJLMNQUVWXZKRYPTOSABCDEFG LEFGHIJLMNQUVWXZKRYPTOSABCDEFGH MFGHIJLMNQUVWXZKRYPTOSABCDEFGHI NGHIJLMNQUVWXZKRYPTOSABCDEFGHIJL OHIJLMNQUVWXZKRYPTOSABCDEFGHIJL PIJLMNQUVWXZKRYPTOSABCDEFGHIJLM QJLMNQUVWXZKRYPTOSABCDEFGHIJLMN RLMNQUVWXZKRYPTOSABCDEFGHIJLMNQ SMNQUVWXZKRYPTOSABCDEFGHIJLMNQU TNQUVWXZKRYPTOSABCDEFGHIJLMNQUV UQUVWXZKRYPTOSABCDEFGHIJLMNQUVW VUVWXZKRYPTOSABCDEFGHIJLMNQUVWX WVWXZKRYPTOSABCDEFGHIJLMNQUVWXZ XWXZKRYPTOSABCDEFGHIJLMNQUVWXZK YXZKRYPTOSABCDEFGHIJLMNQUVWXZKR ZZKRYPTOSABCDEFGHIJLMNQUVWXZKRY ABCDEFGHIJKLMNOPQRSTUVWXYZABCD |

Sanborn spolupracoval s odcházejícím zaměstnancem CIA Edwardem Scheidtem, se kterým vymyslel kryptografické systémy použité na soše. Edward Scheidt uvedl, že obtížnost šifrování byla kolem devíti z deseti. Jeho záměrem údajně bylo, aby se to vyřešilo do pěti až deseti let. Uvedl také, že došlo k záměrné „změně metodiky“ šifrování. Sanborn také prohlásil, že pokud zemře dříve, než bude celá socha rozluštěna, měl by někdo být schopen řešení potvrdit. V roce 2020 Sanborn prohlásil, že po své smrti plánuje dát tajemství řešení do dražby.
Sanborn uvedl, že socha obsahuje hádanku v hádance, kterou bude možné vyřešit až po rozluštění všech čtyř zašifrovaných pasáží. Ohledně řešení sochy poskytl rozporuplné informace, když v jednu chvíli tvrdil, že při slavnostním odhalení sochy předal tehdejšímu řediteli CIA Williamu Websterovi kompletní řešení, později však také uvedl, že Websterovi celé řešení nepředal. Potvrdil však, že část rozluštěného textu druhé pasáže zní: „Who knows the exact location? Only WW.“

## Řešitelé
První, kdo veřejně oznámil, že vyřešil první tři pasáže, byl Jim Gillogly, počítačový vědec z jižní Kalifornie, který tyto pasáže rozluštil pomocí počítače a své řešení odhalil v roce 1999. Po Gilloglyho oznámení CIA odhalila, že její analytik David Stein vyřešil stejné pasáže již v roce 1998 technikou tužky a papíru, ačkoli v době jeho řešení byla tato informace známa pouze v rámci zpravodajské komunity. Do července 1999 nebylo učiněno žádné veřejné oznámení, ačkoli v listopadu 1998 vyšlo najevo, že „analytik CIA pracující ve svém vlastním čase rozluštil ‚lví podíl‘ zašifrovaných zpráv“.
NSA tvrdila, že někteří její zaměstnanci vyřešili stejné tři pasáže, ale nechtěla prozradit jména ani data až do března 2000, kdy se zjistilo, že tým NSA vedený Kenem Millerem spolu s Dennisem McDanielsem a dvěma dalšími nejmenovanými osobami vyřešil pasáže K1–K3 koncem roku 1992. V roce 2013 NSA, v reakci na žádost Elonky Duninové podle zákona o svobodném přístupu k informacím, zveřejnila dokumenty, které ukazují tyto pokusy o vyřešení hádanky Kryptos v roce 1992 na základě výzvy Billa Studemana, tehdejšího zástupce ředitele CIA. Z dokumentů vyplývá, že do června 1993 se malé skupině kryptoanalytiků z NSA podařilo vyřešit první tři pasáže šifry.
Při všech předchozích pokusech o vyřešení Kryptos bylo zjištěno, že pasáž K2 končí slovy „WESTIDBYROWS“. V roce 2005 však Nicole Friedrichová, logička z kanadského Vancouveru v Britské Kolumbii, zjistila, že dalším možným rozluštěným textem je „WESTXLAYERTWO“. Dne 19. dubna 2006 Sanborn kontaktoval internetovou komunitu věnující se hádance Kryptos, aby ji informoval, že v soše udělal chybu, když v šifrovém textu vynechal písmeno S (v rozluštěném textu X), a potvrdil, že poslední pasáž rozluštěného textu je „WESTXLAYERTWO“, a nikoli „WESTIDBYROWS“.

## Řešení
Následují dešifrování pasáží K1–K3. Texty byly přidány s mezerami, ale překlepy v textu jsou zahrnuty doslovně.

### Morseova abeceda
Překlady mezinárodního Morseova kódu (někdy označované jako K0), který byl připsán na měděné desky při čtení směrem k jihu:

E E VIRTUALLY E | E E E E E E INVISIBLE
DIGETAL E E E | INTERPRETATIT
E E SHADOW E E | FORCES E E E E E
LUCID E E E | MEMORY E
T IS YOUR | POSITION E
SOS

RQ

### Řešení pasážeK1
- Metoda: Vigenère
- Klíčová slova: "Kryptos" and "palimpsest"BETWEEN SUBTLE SHADING AND THE ABSENCE OF LIGHT LIES THE NUANCE OF IQLUSIONIqlusion byl záměrný překlep ve slově illusion, kterým chtěl Jim Sanborn lidi zmást.[19][10]

### Řešení pasážeK2
- Metoda: Vigenère
- Klíčová slova: "Kryptos" and "abscissa"IT WAS TOTALLY INVISIBLE HOWS THAT POSSIBLE ? THEY USED THE EARTHS MAGNETIC FIELD X THE INFORMATION WAS GATHERED AND TRANSMITTED UNDERGRUUND TO AN UNKNOWN LOCATION X DOES LANGLEY KNOW ABOUT THIS ? THEY SHOULD ITS BURIED OUT THERE SOMEWHERE X WHO KNOWS THE EXACT LOCATION ? ONLY WW THIS WAS HIS LAST MESSAGE X THIRTY EIGHT DEGREES FIFTY SEVEN MINUTES SIX POINT FIVE SECONDS NORTH SEVENTY SEVEN DEGREES EIGHT MINUTES FORTY FOUR SECONDS WEST X LAYER TWOSouřadnice uvedené v rozluštěném textu, 38°57′7″ s. š., 77°8′44″ z. d., byly interpretovány pomocí moderního geodetického systému jako bod, který se nachází přibližně 53 m (174 stop) jihovýchodně od sochy.[2]

### Řešení pasážeK3
- Metoda: TranspoziceSLOWLY DESPARATLY SLOWLY THE REMAINS OF PASSAGE DEBRIS THAT ENCUMBERED THE LOWER PART OF THE DOORWAY WAS REMOVED WITH TREMBLING HANDS I MADE A TINY BREACH IN THE UPPER LEFT HAND CORNER AND THEN WIDENING THE HOLE A LITTLE I INSERTED THE CANDLE AND PEERED IN THE HOT AIR ESCAPING FROM THE CHAMBER CAUSED THE FLAME TO FLICKER BUT PRESENTLY DETAILS OF THE ROOM WITHIN EMERGED FROM THE MIST X CAN YOU SEE ANYTHING Q ?Jedná se o parafrázovaný citát z vyprávění Howarda Cartera o otevření Tutanchamonovy hrobky 26. listopadu 1922, jak ho popsal ve své knize Hrobka Tut-anch-amonova z roku 1923.[25] Otázku, kterou text končí, položil lord Carnarvon a Carter na ni v knize odpověděl: „úžasné věci“. V terénních zápiscích z expedice je však zaznamenána jeho odpověď jako: „Ano, je to úžasné.“[26]

## Indicie uvedené pro pasážK4

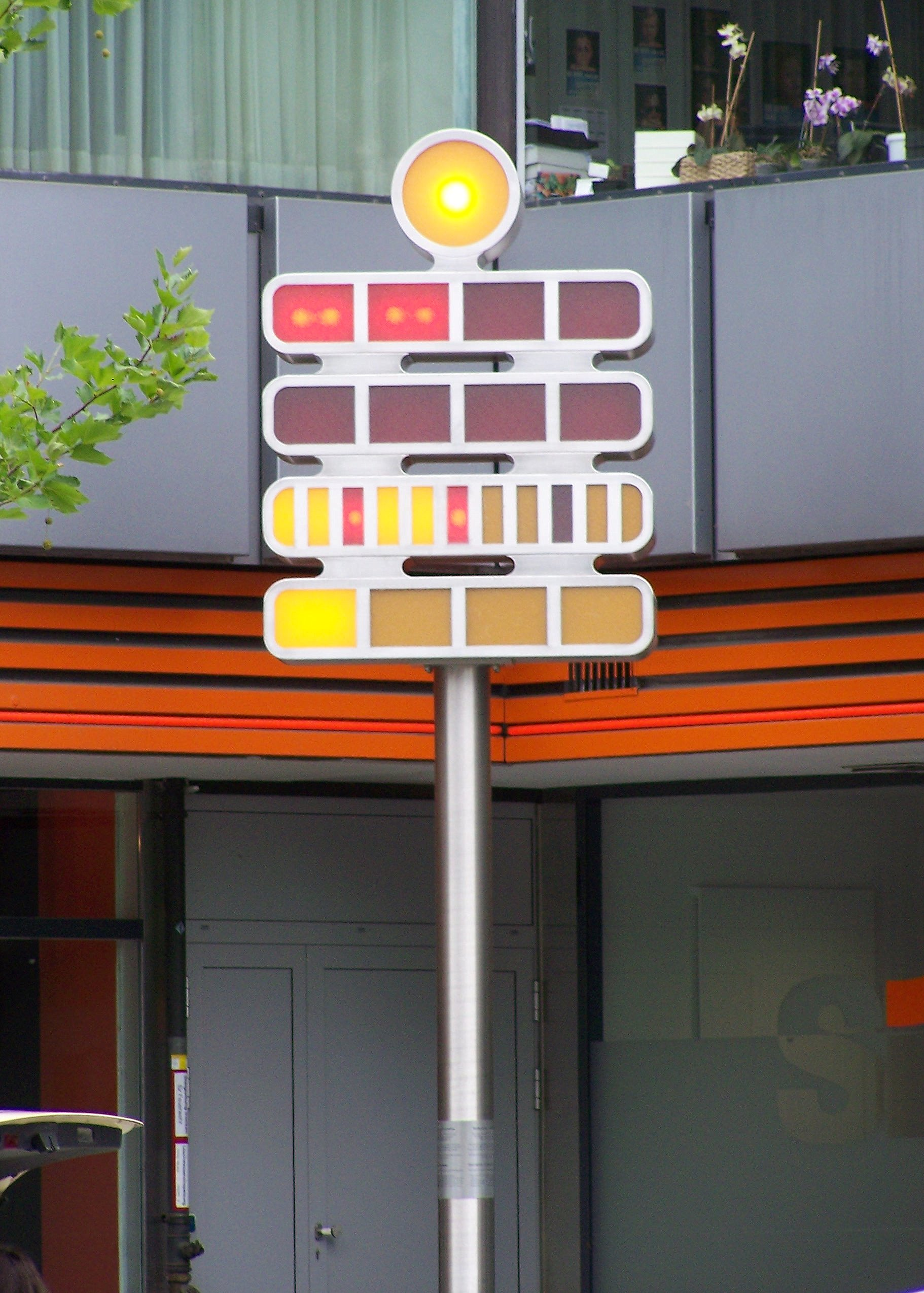
Mengenlehreuhr mohou být „Berlínské hodiny“, na které odkazuje šifrovaná zpráva.

Když Sanborn v roce 2006 komentoval svou chybu v pasáži K2, uvedl, že odpovědi na první tři pasáže obsahují vodítka ke čtvrté pasáži. V listopadu 2010 Sanborn zveřejnil vodítko, v němž uvedl, že z „NYPVTT“, 64.–69. písmena v pasáži K4, se po rozluštění stane „BERLIN“.
V listopadu 2014 poskytl Sanborn deníku The New York Times další vodítko: z „MZFPK“, 70.–74. písmena v pasáži K4, se po rozluštění stane „CLOCK“. Zajímavé je, že 74. písmeno je K jak v rozluštěném, tak i v šifrovém textu, což znamená, že je možné, aby se znak zašifroval sám do sebe. Sanborn dále uvedl, že k vyřešení pasáže K4 „byste se měli ponořit do těch konkrétních hodin“, ale dodal: „V Berlíně je několik opravdu zajímavých hodin.“ Konkrétními hodinami jsou pravděpodobně Berlínské hodiny (Mengenlehreuhr), i když dalšími kandidáty jsou Světové hodiny na Alexanderplatzu a Hodiny plynoucího času.
V článku, který 29. ledna 2020 zveřejnil deník The New York Times, Sanborn uvedl další indicii: na pozicích 26–34 šifrového textu „QQPRNGKSS“ je slovo „NORTHEAST“.
V srpnu 2020 Sanborn odhalil, že ze čtyř písmen na pozicích 22–25 šifrového textu „FLRV“ se po rozluštění stane „EAST“. Sanborn uvedl, že „tento plán poskytl několika lidem již v dubnu“.

## Dražba řešení pasáže K4
V srpnu 2025 Sanborn oznámil, že po 35 letech vydraží řešení poslední nerozluštěné pasáže K4. Uvedl, že už nemá fyzické ani duševní síly ani finanční prostředky k dalšímu střežení tajemství. Jako další důvod zmínil tlak neustálých spekulací, včetně výhružek a odhadů vygenerovaných umělou inteligencí. Dražbu uskuteční aukční dům RR Auction dne 20. listopadu 2025, v den Sanbornových 80. narozenin. Očekávaná cena se pohybuje mezi 300 000 a 500 000 dolarů, přičemž část výnosu má podpořit programy pro zdravotně postižené.

## Související sochy
Po vytvoření Kryptos, Sanbornovy první kryptografické sochy, vytvořil několik dalších soch s kódy, včetně „Untitled Kryptos Piece“ a Cyrillic Projector, které obsahují zašifrovaný text v ruské cyrilici, jenž obsahuje výňatek z tajného dokumentu KGB. Šifra na jedné straně Sanbornovy sochy Antipodes z roku 1997 opakuje část textu z Kryptos s drobnými rozdíly.

## V populární kultuře
Na přebalu americké verze románu Dana Browna Da Vinciho kód z roku 2003 jsou dva odkazy na Kryptos—jeden na zadní straně (souřadnice vytištěné světle červenou barvou na tmavě červené, svisle vedle tiráže) je odkazem na souřadnice zmíněné v textu pasáže K2, s tím rozdílem, že číslice stupně je o jednu nižší. Když na to byli Brown a jeho vydavatel dotázáni, oba odpověděli stejnou odpovědí: „Rozdíl je záměrný“. Souřadnice byly součástí první nápovědy druhé série hádanek The Da Vinci Code WebQuests, přičemž první odpověď byla Kryptos. Další odkaz je skryt v hnědém „natrhlém“ předlohu – obrácený text „Only WW knows“ je odkazuje na druhou pasáž. Kryptos se objevil i v dalším románu Dana Browna Ztracený symbol (2009).